# بادي كالدويل
بادي كالدويل (بالإنجليزية: Buddy Caldwell)‏ هو كاتب أغاني ومغني ومحامي أمريكي، ولد في 20 مايو 1946 في كولومبيا في الولايات المتحدة.